# Kate Miller-Heidke
Kate Miller-Heidke (ur. 16 listopada 1981 w Brisbane) – australijska piosenkarka, autorka tekstów i aktorka.

## Życiorys
Studiowała w Konserwatorium Muzycznym w Queensland. W latach 2000–2002 występowała w spektaklach muzycznych wystawianych przez uczelnię, takich jak m.in. Underworld (2000), Going Into Shadows (2001), Suor Angelica, Progress i Venus and Adonis (2002). W 2000 była jedną z założycielek zespołu Elsewhere, z którym wydała jedną EP-kę. Zespół rozpadł się w 2004. W latach 2002–2003 występowała w koncertach świątecznych organizowanych przez Centrum Sztuki w Queensland u boku Todda McKenneya w 2002 i Toma Burlinsona w 2003. Była także solistką Orkiestry Queensland. W trakcie studiów została wyróżniona kilkoma nagrodami muzycznymi, w tym m.in. Nagrodą im. Donalda Penmana (2001) czy Nagrodą im. Horace’a Keatsa (2002). 
W 2004 została członkinią Programu Rozwoju Artystów Opery w Queensland oraz debiutancką solową EP-kę pt. Telegram. W 2005 wydała minialbum pt. Comikaze i zdobyła Nagrodę Helpmanna za występ w corocznym koncercie Women in Voice 14. W 2007 wydała swój debiutancki album studyjny, zatytułowany Little Eve, a w 2008 – płytę pt. Curiouser, z której pochodzą przeboje: „Last Day on Earth” i „Caught in the Crowd”. W 2011 wydała album pt. Fatty Gets a Stylist, który nagrała ze swym zespołem o tej samej nazwie. Krążek ukazał się również na amerykańskim rynku muzycznym (pt. Liberty Bell) i był promowany jako trzecia solowa płyta piosenkarki. W 2012 wydała album pt. Nightflight, z którym dotarła do drugiego miejsca australijskiej listy najczęściej kupowanych albumów. W 2014 zaprezentowała płytę pt. O Vertigo!, z którą zadebiutowała na czwartym miejscu australijskiej listy sprzedaży i za którą uzyskała nominację do nagród ARIA.

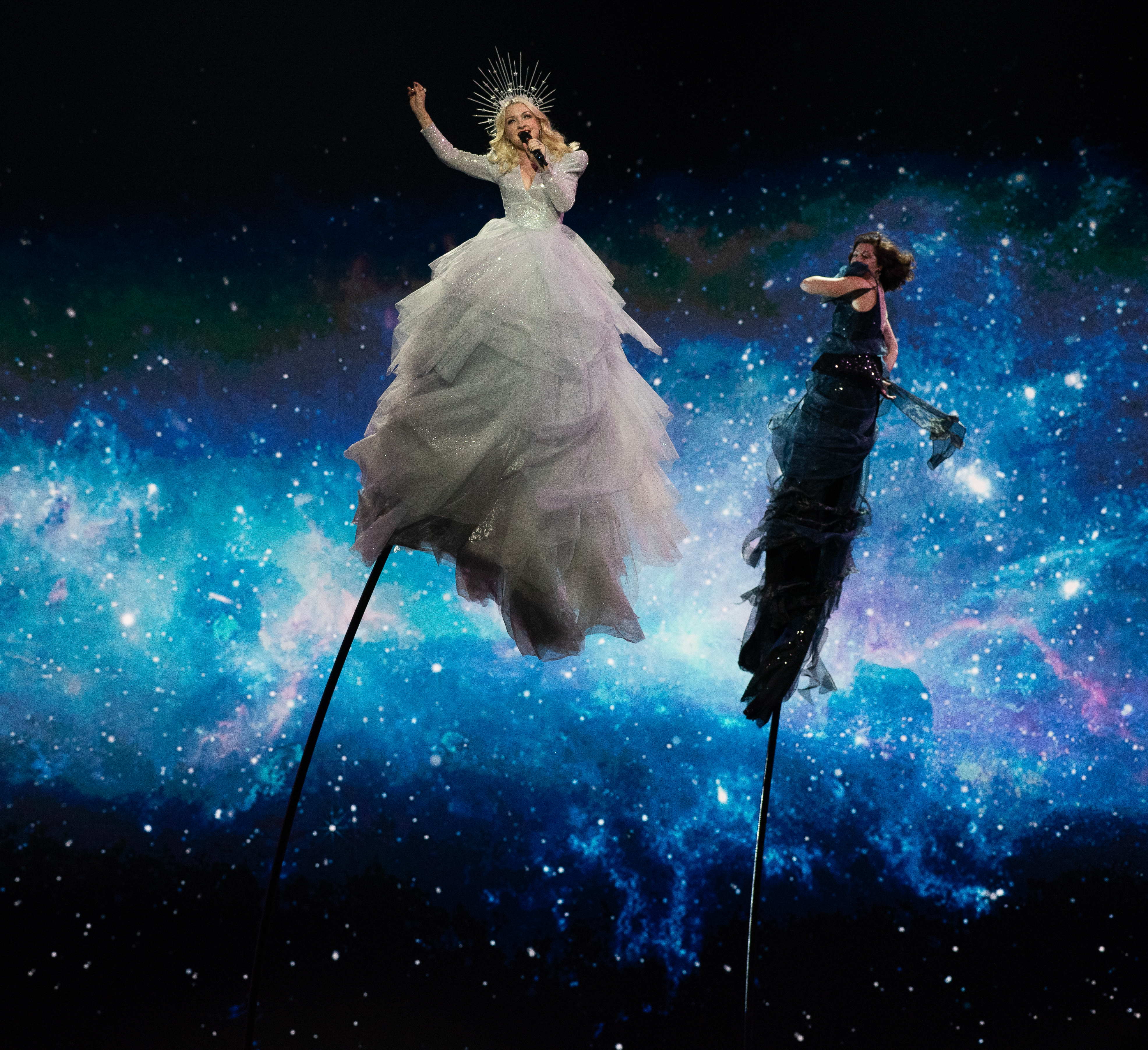
Miller-Heidke podczas 64. Konkursu Piosenki Eurowizji w Tel Awiwie (2019)

Występowała z Metropolitan Opera w Nowym Jorku i Angielską Operą Narodową. Jest autorką opery dla dzieci The Rabbits i ścieżki dźwiękowej do musicalu Muriel’s Wedding: The Musical. W lutym 2019 z piosenką „Zero Gravity” wygrała w finale programu Eurovision – Australia Decides, a w maju, reprezentując Australię, zajęła dziewiąte miejsce w finale 64. Konkursu Piosenki Eurowizji w Tel Awiwie.

## Dyskografia

### Albumy studyjne
- Little Eve (2007)
- Curiouser (2008)
- Fatty Gets a Stylist[a] (2011)
- Nightflight (2012)
- O Vertigo! (2014)

### Minialbumy (EP)
- Telegram (2004)
- Comikaze (2005)